# 三分埔
三分埔，原寫為三份埔，是臺灣臺中市北屯區的一個傳統地域名稱，也是全區行政中心所在地，位於該區中西部，地名來自當地最大姓氏賴姓對土地的劃分方式。相較於今日行政區，其範圍大致包括舊社里三信橋西北側地區、松勇里、松茂里、松強里不含西北端、松安里、松和里、松竹里不含西北端及最西部凸出部分、仁和里東南端。

## 歷史
該地名來自當地最大姓氏賴姓對土地的劃分方式。清治雍正、乾隆年間賴姓先祖由福建省漳州府平和縣心田鄉渡海來台，其第十五世賴雲從定居於三十張犁（今北屯區）以墾荒維生，家業興旺。後賴家將尚未開墾之荒地依三比二的比例劃分為兩個庄，分別稱為三分埔及二分埔。
清治末期至日治初期，三分埔地區為一街庄，稱為「三份埔庄」，隸屬於捒東下堡。該庄西北與四張犁街為鄰，東北與頭家厝庄為鄰，東與舊社庄為鄰，南邊為二份埔庄，西邊為水湳庄。
1901年（日治明治三十四年）11月，全台廢縣廳改設二十廳，該庄隸屬於臺中廳。1903年（明治三十六年）6月，該庄編入「二份埔區」，隸屬於臺中廳。1909年（明治四十二年）10月，合併二十廳為十二廳，該庄改編入「四張犁區」，仍隸屬於臺中廳。1920年（大正九年），全台地方制度大改正，廢十二廳改設五州二廳，該庄改制並雅化為「三分埔」大字，隸屬於臺中州大屯郡北屯庄。
戰後北屯庄改制為北屯鄉，隸屬於臺中縣，大字亦改制為村。1947年（民國36年）2月，北屯鄉併入臺中市改稱北屯區，村亦改制為里。1950年（民國39年）10月，中、彰、投分治，北屯區仍隸屬臺中市。2010年（民國99年）12月，臺中縣市合併為直轄臺中市，北屯區隸屬不變。
隨著行政區域變更，三分埔的地名逐漸消失，地方也改以信仰中心松竹寺做為命名依據，產生松竹里、松竹路等地名。為紀念先人開發，曾當選北屯區好人好事代表的賴明聰發起設置紀念碑，並經台中北屯扶輪社、政府部門支持，2003年（民國92年）設置於松竹路與昌平路路口的小公園內。

## 聚落
本地區發展較早的聚落有三份埔、馬路下、馬路上等，在日治期初期的官方地圖上已有記載。

## 交通
台鐵山線大致以北偏東－南偏西走向經過三分埔地區東端。境內未設站，北側最近的是潭子車站，屬三等站，僅停靠區間車及區間快車；南側最近的是太原車站，屬乙種簡易站，僅停靠區間車；東側亦有距離最近的松竹車站，為台中鐵路高架化後新設的車站，屬於簡易站，僅停靠區間車。由此等可前往台鐵沿線各站。
省道台3線（北屯路）俗稱「內山公路」，是臺北至屏東的幹道，大致以北偏東—南偏西走向經過本地區東端，並位於鐵路西側。由該道路向北偏東轉北可前往潭子、豐原、石岡、東勢等地，向南偏西轉南可前往北屯市區、台中市區、大里、霧峰等地。

## 學校
- 松竹國小

## 宗教場所
- 松竹寺，為該庄之庄廟。[6]

## 註解
1. ↑  擁有同樣地名起源的鄰庄二分埔則於2002年（民國91年）設立紀念碑，發起人亦為賴明聰，設置地點為文心路及昌平路口（二分埔之地理中心）。該碑並與區內文心、文昌、四維等三座鄉土文化意象陸橋，共同組成「二分埔鄉土文化走廊」。[7]